# Prioritat Mònaco
Prioritat Mònaco (en francès Priorité Monaco) o Primo! (Primer!), és un partit polític liberal de Mònaco. Fundat per l'exministre Stéphane Valeri el setembre de 2017, va guanyar les posteriors eleccions generals de 2018. A les darreres eleccions de 2023, van liderar l'aliança àmplia de l'Union Nationale Monégasque (UNM), obtenint 13 escons.

## Resultats electorals
| Any  | Líder                  | Vots       | %          | Escons  | +/– | Pos. |
| ---- | ---------------------- | ---------- | ---------- | ------- | --- | ---- |
| 2018 | Stéphane Valeri        | 63,806     | 57.7       | 21 / 24 | Nou | 1r   |
| 2023 | Brigitte Boccone-Pagès | Dins l'UNM | Dins l'UNM | 13 / 24 | 8   | =    |